# Le Grillon (série télévisée d'animation)
Pour les articles homonymes, voir Grillon.
Le Grillon (Cvrček) est une série télévisée d'animation tchèque en sept épisodes de cinq minutes, créée par Zdeněk Miler et diffusée en 1978 sur ČT1. En France, la série a été diffusée à partir du 26 décembre 1980 sur Antenne 2 dans l'émission Récré A2.

## Synopsis
Cette série met en scène les aventures d'un grillon amateur de musique. Les sons qu'il tire de son violon lui permettent d'ensorceler ses congénères ou d'animer les objets . 

## Épisodes
1. Le Grillon et la Machine (Cvrček a stroj)
2. Le Grillon et le Violon (Cvrček a houslicky)
3. Le Grillon et l'Araignée (Cvrček a pavouk)
4. Le Grillon et la Poule (Cvrček a slepice)
5. Le Grillon et le Bombardon (Cvrček a bombardón)
6. Le Grillon et la Scie (Cvrcek a pila)
7. Le Grillon et la Contrebasse (Cvrček a basa)